# فضاء عمومي
المساحة العامة هي المكان المفتوح المسموح لعامة الناس بالوصول إليه. الطرق –متضمنةً الأرصفة- والساحات العامة والحدائق وشواطئ البحار تُعد مساحات عامة، وتندرج المباني الحكومية المفتوحة للجماهير ضمن المفهوم ذاته، مثل المكتبات العامة، رغم احتواء البعض منها مناطق محظورة وقيود أكبر على الاستخدام. ومع أن المباني أو ممتلكات القطاع الخاص لا تعد مساحة عامة، فإنها قد تؤثر في المجال العام للرؤية، مثل الإعلانات في الهواء الطلق. حديثًا، تطور مفهوم المساحة المشتركة لتعزيز تجربة المشاة في الأماكن العامة التي تستخدمها السيارات والمركبات الأخرى.
غالبًا ما تعد الأماكن العامة مساحات ديمقراطية للتجمع والمشاركة السياسية، إذ تستطيع الجماعات التعبير عن حقوقها على أرضها.
تُعد المشاعات، مثل مراكز التسوق، من أقدم الأمثلة على الأماكن العامة، بصرف النظر عن نسبة الملكية الخاصة فيها، إذ لا توجد رسوم أو تذاكر مدفوعة مطلوبة للدخول إليها وهي تسمح بدخول الجميع دون تمييز.

## تطبيقات الأماكن العامة

### الحق في مرور العامة
تعد بلدان الشمال الأوروبي، مثل النرويج والسويد وفنلندا، وكذلك إستونيا، جميع مناطق الطبيعة مساحات عامة، بسبب قانون «الحق في مرور العامة».

### المعايير الاجتماعية في الأماكن العامة
لا يوجد اهتمام بالخصوصية في الأماكن العامة في بعض الدول، لكن عدم انتباه العامة يمكن الأفراد من الحفاظ على خصوصيتهم ضمن الجماعة التي يوجدون فيها.

### استخدام الأماكن العامة مساحةً للتعبير الديمقراطي
جادل الجغرافيون البشريون بأنه رغم الاستثناءات التي تشكل جزءًا من الأماكن العامة، فإنه يمكن تصورها موقعًا تصبح فيه الديمقراطية ممكنة. وقد كتب الجغرافي دون ميتشل عن موضوع المساحة العامة وعلاقته بالديمقراطية، موظفًا فكرة هنري ليفبفر عن الحق في المدينة في التعبير عن حجته. في حين أن الديمقراطية والأماكن العامة لا تتطابقان تمامًا، فإن إمكانات تقاطعهما تصبح مهمة سياسيًا. ركز جغرافيون آخرون مثل جيل فالنتاين على التمثيل والرؤية في الأماكن العامة، ما جلب مكونًا مسرحيًا أو «مساحة» أساسية لعمل المساحة الديمقراطية.

### الخصخصة
تُعد المساحة العامة المملوكة للقطاع الخاص، المعروفة أيضًا باسم المساحة العامة المفتوحة المملوكة للقطاع الخاص، مساحة عامة مفتوحة للجمهور، لكنها مملوكة لكيان خاص، مثل مطور عقارات تجارية. يُشار إلى تحويل الأماكن العامة المملوكة عمومًا إلى أماكن عامة مملوكة للقطاع الخاص بخصخصة للأماكن العامة، وهو نتيجة شائعة للتنمية الحضرية.
واجهت خصخصة الأماكن العامة منذ ستينيات القرن الماضي -لا سيما في المراكز الحضرية- انتقادات من تجمعات المواطنين، مثل جمعية الأماكن المفتوحة. وقد سيطرت الشراكات بين القطاعين الخاص والعام كثيرًا على الحدائق العامة والملاعب بواسطة مجموعات المحافظة التي أنشئت لإدارة ما تعده الوكالات العامة غير قابل للإدارة.
في واحدة من أحدث التجسيدات الأميركية للشراكة بين القطاعين العام والخاص، في مجال تحسين الأعمال التجارية تحديدًا، يُسمح للمنظمات الخاصة بفرض ضريبة على الشركات المحلية ومؤسسات البيع بالتجزئة حتى تتمكن من تقديم خدمات خاصة، مثل الشرطة وزيادة المراقبة وإزالة القمامة أو تجديد الشوارع، وكلها كانت تحت سيطرة الأموال العامة.

### الأماكن شبه العامة
يشمل المعنى الأوسع للمساحة أو المكان العام أيضًا الأماكن التي بوسع أي أحد زيارتها إذا دفع مقابل الوصول إليها، مثل مقهى أو قطار أو دار سينما. المتجر مثال على ما هو وسيط بين المعنيين، إذ يسمح للجميع بالدخول والتجول دون التزام بالشراء، لكن الأنشطة التي لا علاقة لها بهدف المحل غير مسموح بها.
تُعد القاعات والشوارع -متضمنةً الممرات- في مراكز التسوق أماكن عامة وقد تكون مفتوحة عند إغلاق المتاجر. وبالمثل القاعات ومنصات السكك الحديدية وغرف الانتظار في وسائل النقل العامة، وأحيانًا يتطلب دخولها تذكرة سفر. المكتبة العامة هي مكان عام، ومحطة الاستراحة أو موقف الشاحنات هي مساحات عامة.